# Filament solar
Filamentul solar este o  protuberanță luminoasă de la marginea discului solar sub forma unei formațiuni alungite întunecate.
Filamentul solar este o ejecție de materie solare care are loc în cromosferă și se extinde în coroană. Materialul ejectat este compus în principal din hidrogen, calciu și diferite metale sub formă de gaze fierbinți (plasmă).
Schimbarea aspectului dintre protuberanțe și filamente a dus la denumiri diferite pentru același fenomen și se explică prin faptul că protuberanțele la fel ca și filamentele, sunt formate din plasmă (nori de gaz) având densitatea mai mică decât cromosfera. Fiind mai puțin dense ele absorb radiația straturilor mai joase care le străbate, ducând la apariția lor sub formă de formațiuni întunecate pe discul solar (protuberanțe solare). În schimb, la margine ele se proiectează pe radiația difuză a coroanei solare cu o densitate mult mai scăzută astfel încât apar mai luminoase (filamente solare). Protuberanțele solare (și filamentele solare) apar frecvent în regiunile solare active la sfârșitul existenței acestor regiuni, dar apar câteodată și în afara acestor regiuni active.